# 420 (szám)
A 420 (római számmal: CDXX) egy természetes szám.

## A szám a matematikában
A tízes számrendszerbeli 420-as a kettes számrendszerben 110100100, a nyolcas számrendszerben 644, a tizenhatos számrendszerben 1A4 alakban írható fel.
A 420 páros szám, összetett szám, téglalapszám (20 · 21). Kanonikus alakban a 22 · 31 · 51 · 71 szorzattal, normálalakban a 4,2 · 102 szorzattal írható fel. Huszonnégy osztója van a természetes számok halmazán, ezek növekvő sorrendben: 1, 2, 3, 4, 5, 6, 7, 10, 12, 14, 15, 20, 21, 28, 30, 35, 42, 60, 70, 84, 105, 140, 210 és 420.
Erősen bővelkedő szám: osztóinak összege nagyobb, mint bármely nála kisebb pozitív egész szám osztóinak összege.
Ritkán tóciens szám.
A 420 négyzete 176 400, köbe 74 088 000, négyzetgyöke 20,49390, köbgyöke 7,48887, reciproka 0,0023810. A 420 egység sugarú kör kerülete 2638,93783 egység, területe 554 176,94409 területegység; a 420 egység sugarú gömb térfogata 310 339 088,7 térfogategység.